# Ignác Frey
Matouš Ignác Frey , psán také Frei (1727, Jihlava – 1790, Brno) byl malíř - figuralista a mědirytec činný v Čechách a na Moravě.

## Život
Frey se učil malířství u Josefa Rottera v Brně a v Brtnici, jako mědirytec se vyučil v Jihlavě, kde pracoval s Johannem Heinrichem Marzym. Od roku 1751 pravděpodobně působil v Praze, kde je doložen malíř a mědirytec shodného jména, jednak imatrikulován na pražské univerzitě, a dále je doložen signaturou na portrétní mědirytině pražského arcibiskupa Mořice z Manderscheidu a na devoční grafice.
V 70. letech byl opět na Moravě, kde portrétoval brněnského biskupa a později olomouckého arcibiskupa. Mědirytec Jakub Frey je doložen v letech 1751-1806 v Brně, malíř Ignaz Alois Frey (1852-1835) byl činný v téže době v Německu. Není vyloučeno, že byli potomky Matouše Ignáce.

## Dílo

### Malba
- oltářní obraz Umučení sv. Erasma, z kostela Nanebevzetí Panny Marie, nyní v konventu minoritů v Jihlavě (nesignovaný, autorství připsal J. P. Cerroni[4]
- oltářní obraz Svatý Josef Kopertinský, z kostela Nanebevzetí Panny Marie, nyní v konventu minoritů v Jihlavě
- Zmrtvýchvstání Krista, olej na štukovém podkladu, dřevěná deska, podle techniky, námětu a rozměrů to je návrhová skica k nástěnné malbě, stejně jako následující vyobrazení tří apoštolů[5]
- Svatí apoštolové Petr, Pavel a Jan, olej na štukovém podkladu, dřevěná deska, návrhová skica k nástěnné malbě.[6]

### Kresby a grafika
- Portrét pražského arcibiskupa Mořice Gustava z Manderscheid-Blankenheimu, mědiryt signovaný a datovaný podle zápisu Bohumíra Jana Dlabače: J. Frey inv. del. et sc., pictor et sculpor Pragae 1751.[7]
- Mikuláš Tolentinský, mědirytina, devoční obrázek[8]-
- Portrét brněnského biskupa Matyáše Františka hraběte Chorinského, po roce 1771, mědiryt podle vlastní kresby[9]
- Portrét olomouckého arcibiskupa Antonína Teodora hraběte Colloredo-Waldsee, po roce 1777, mědiryt podle vlastní kresby